# Nate Ruess
Nathaniel Joseph "Nate" Ruess (sinh ngày 26 tháng 2 năm 1982) là ca sĩ, nhạc sĩ người Mỹ. Anh là ca sĩ chính trong ban nhạc indie Fun và trước đó là ban nhạc The Format. Cũng trong năm 2015, anh cũng là nghệ sĩ hát solo.

## Thời thơ ấu
Ruess sinh ngày 26 tháng 2 năm 1982, tại thành phố Iowa, Iowa con của Larry Ruess và Bess Zinger. Anh là con út trong một gia đình có 2 chị em, chị anh tên là Elizabeth. Chú của anh, John Ruess, người từng hát trên sân khấu ở Broadway. có sức ảnh hưởng lớn đến âm nhạc của Ruess sau này.